# Amazona arausiaca
Amazona arausiaca là một loài chim trong họ Psittacidae.